# Campaña de Borneo (1945)
La Campaña de Borneo de 1945 fue la última campaña de gran escala que llevaron a cabo los Aliados en el Pacífico Sudoeste durante la Segunda Guerra Mundial. En una serie de asaltos anfibios entre el 1 de mayo y el 21 de julio, el I Cuerpo Australiano, bajo el mando del general Leslie Morshead, atacó a las fuerzas japonesas que ocupaban la isla. Las fuerzas aéreas y navales aliadas estuvieron centradas en la Séptima Flota de los Estados Unidos bajo el mando del almirante Thomas Kinkaid, mientras que la 1.ª Fuerza Aérea Táctica Australiana y la 13.ª Fuerza Aérea de los Estados Unidos también jugaron roles importantes en la campaña. La resistencia la opuso la Armada Imperial Japonesa y el Ejército de Japón en el sur y el este de Borneo bajo el mando del vicealmirante Michiaki Kamada, y el 37.º Ejército liderado por el teniente general Baba Masao en el noroeste.

## Historia

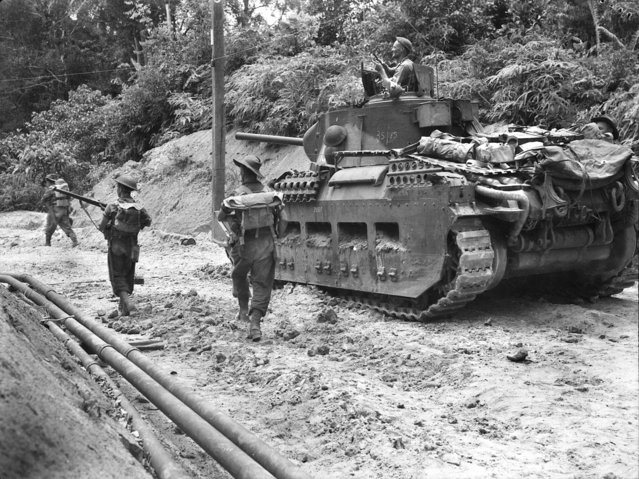
Infantería australiana pasando un tanque en el interior de Tarakan.

Los planes aliados para los ataques fueron llamados en forma conjunta Operación Oboe. La invasión de Borneo fue la segunda fase de la Operación Montclair, cuyo objetivo era destruir las fuerzas japonesas allí y volver a ocupar las Indias Orientales Neerlandesas, el Sur de las Filipinas, Sarawak y Borneo británico.
Pese a que la Campaña de Borneo fue criticada en Australia en su momento y en los años siguientes por ser una «pérdida innecesaria» de vidas de soldados, si cumplió con una serie de objetivos, como el de aislar aún más el significativo número de tropas japonesas que estaban ocupando la parte principal de las Indias Orientales Neerlandesas, la captura de fuentes importantes de petróleo y la liberación de prisioneros de guerra aliados que se encontraban detenidos en condiciones deplorables (véase las Marchas de la muerte de Sandakan y el Campo de Batu Lintang).
El plan inicial de los aliados comprendía seis etapas: Operación Oboe 1 debía ser un ataque sobre Tarakan; Oboe 2 contra Balikpapan; Oboe 3 contra Banjermasin; Oboe 4 contra Surabaya o Batavia (Yakarta); Oboe 5 contra las Indias Orientales Neerlandesas del este; y Oboe 6 contra Borneo británico (Sabah). Eventualmente, solo las operaciones conr Tarakan, Balikapapan y Borneo Británico -en Labuan y la bahía de Brunéi- tuvieron lugar. La campaña se inició con Oboe 1, con un desembarco en la pequeña isla de Tarakan, cerca a la costa norte el 1 de mayo de 1945. A esto le siguió Oboe 6 el 10 de junio de 1945: asaltos simultáneos a las islas de Labuan y la costa de Brunéi, en el noroeste de Borneo. Una semana después, los australianos atacaron posiciones japonesas en Weston en la parte noreste de la bahía de Brunéi. La atención de los aliados luego se volcó a la costa central oriental, con Oboe 2, el último asalto anfibio de gran escala de la Segunda Guerra Mundial, el 1 de julio de 1945 en Balikpapan.
Estas operaciones terminaron siendo las últimas intervenciones de las fuerzas australianas contra Japón en la Segunda Guerra Guerra Mundial.

## Batallas
- 1 de mayo – 21 de junio de 1945: batalla de Tarakan (Oboe Uno)
- 10 de junio – 15 de agosto de 1945: batalla del Norte de Borneo (Oboe Seis)
- 1–21 de julio de 1945: batalla de Balikpapan  (Oboe Dos)